# Ernst W. Klein
Ernst W. Klein (* 17. Februar 1944 in Volkmarsen, Nordhessen) ist ein deutscher Bürgerforscher und Buchautor mit einem regionalhistorischen Schwerpunkt auf Deutsch-Jüdischer Regionalgeschichte in Volkmarsen.

## Leben
Schon während seiner beruflichen Tätigkeit als Geschäftsführer eines Bauelemente-Fachbetriebs und verstärkt nach Eintritt in den Ruhestand gestaltete er u. a. als Kurator und langjähriger Leiter (bis 2019) das „Dokumentations- und Informationszentrum zur Deutsch-Jüdischen Regionalgeschichte“ in Volkmarsen. Ernst Klein ist Autor bzw. Herausgeber zahlreicher Publikationen.
Ein besonderes Ergebnis seiner langjährigen Forschungsarbeit war die Wiederentdeckung und Freilegung einer vollständig erhaltenen, ca. 500 Jahre alten „Schachtmikwe“ (jüdisches Ritualbad) in einem ca. 800 Jahre alten Gewölbekeller in Volkmarsen.
Ernst W. Klein ist verheiratet und hat zwei Kinder.

## Ehrenamtliche Aktivitäten
Ernst Klein hat sich in vielen Bereichen ehrenamtlich engagiert. Sein langjähriges Engagement in der Turn- und Sportbewegung führte ihn zu verschiedenen Funktionen, wie dem Jugendtrainer und dem Vereinsvorsitzendem. Von 1976 bis 1988 war er aktiv in der Kommunalpolitik und hatte dort verschiedene Funktionen, wie dem Vorsitz des Sport-, Kultur- und Sozialausschusses sowie dem Stadtrat in Volkmarsen.
Seit 1990 hat sich Ernst Klein mit der Erforschung und Dokumentation der Geschichte Deutsch-Jüdischer Familien in Nordhessen beschäftigt, mit Schwerpunkt auf Oral History. Dafür hat er weltweit Zeitzeugen gesucht, viele lebensgeschichtliche Interviews durchgeführt und viele Zeitzeugenbesuche in Schulen und anderen Einrichtungen organisiert. Zusammen mit seiner Ehefrau Brigitte Klein hat er auch intensive Kontakte mit Holocaust-Überlebenden in aller Welt aufgebaut und gepflegt.
Ernst Klein war Mitbegründer (1995) und von 1997 bis 2019 Erster Vorsitzender des Vereins „Rückblende Gegen das Vergessen e.V.“ in Volkmarsen. Er war auch der Gestalter und Leiter des „Dokumentations- und Informationszentrums zur Deutsch-Jüdischen Regionalgeschichte“. Zudem hat er zahlreiche Studienfahrten, teils in Begleitung von Zeitzeugen, nach Polen, Tschechien, Russland, Belgien, Niederlande, Frankreich, USA und Israel unternommen.
Ernst Klein war Mitbegründer und Vorstandsmitglied der „Akademie für interkulturelle Bildung e.V.“ in Volkmarsen. Er hat sich auch um junge Kontingentflüchtlinge aus der ehemaligen Sowjetunion gekümmert (2004–2012). Von 2000 bis 2018 war er Sprecher der Regionalen Arbeitsgruppe Nordhessen-Süd-Niedersachsen der Vereinigung „Gegen Vergessen – Für Demokratie e.V.“, und von 2013 bis 2018 Bundessprecher der 38 Regionalen Arbeitsgruppen sowie Mitglied des Bundesvorstands.
Ernst Klein hat zahlreiche Publikationen zur Deutsch-Jüdischen Regionalgeschichte verfasst oder herausgegeben, die auch als Begleitmaterial zur Ergänzung des Unterrichts in Schulen verwendet werden.

## Publikationen
- Ernst Klein (Hrsg.): Verschwundene Nachbarn – Verdrängte Geschichte. Arbeitskreis Rückblende – Gegen das Vergessen, Volkmarsen 2012; 2. Auflage, 2013, ISBN 978-3-924259-11-2
- Joel Dorkam-Dispeker (Autor); Rachel Gruenberger-Elbaz (Übersetzerin); Ernst Klein und Mechthild Wallbrecher (Hrsg.): Stacheln im Honig. Eine deutsch-israelische Familiengeschichte. Schüren-Verlag, Marburg 2015, ISBN 978-3-89472-290-6
- Ernst Klein: Altes mit jungen Augen sehen. Volkmarsen – Meine Stadt in Geschichte und Gegenwart. E. Klein, Volkmarsen 2013, ISBN 978-3-00-044794-5
- Ernst Klein: „aber es ist besser als Butterbrot in D.“ Lebenswege jüdischer Kinder, Frauen und Männer aus Deutschland. Ernst Klein, Volkmarsen 2016, ISBN 978-3-9813344-1-8
- David H. Herschler (Autor der amerikanischen Ausgabe); Ernst Klein (Bearbeiter der deutschen Ausgabe); Ernst Klein und Stadt Wolfhagen (Hrsg.): Kindertransport. Eine lebenslange Reise des Überlebens und der persönlichen Erlösung. Die Geschichte von Ralph W. Mollerick. Wolfhagen [2018], ISBN 978-3-9813344-7-0
- Dorrith M. Sim (Autorin); Gerald Fitzgerald (Illustrator); Ernst Klein (Hrsg., Überarbeiter): In meiner Tasche. 3. Auflage, Ernst Klein, Volkmarsen 2019, ISBN 978-3-9821343-1-4
- Ernst Klein (Autor), Stefan Zander (Illustrator): Bernstein und Hüneberg. Fünf Jahrhunderte Deutsch-Jüdische Familiengeschichte. sprenger druck, Volkmarsen 2020, ISBN 978-3-9821343-6-9
- Ernst Klein (Autor): „Eine Hummel auf dem Mond – Lebensgeschichten, die mutig und stark machen“. sprenger druck, Volkmarsen 2023, ISBN 978-3-9825484-0-1

## Filmprojekte
- Von Volkmarsen nach Sobibor – Polnische und Deutsche Jugendliche gemeinsam auf den Spuren nationalsozialistischer Verfolgung (deutsch, polnisch, englisch)
- Bewegte Zeiten – evangelische und katholische Jugendliche spielen Szenen aus der Zeit der Reformation und Gegenreformation (Drehbuch. E. Klein)
- Junge Leute auf den Spuren der einheimischen Juden, Teil I und II

## Öffentliche Würdigungen der ehrenamtlichen Arbeit
(zum Teil in Verbindung mit dem Verein Rückblende gegen das Vergessen e.V.)
- 1990: Auszeichnung mit dem Ehrenbrief des Deutschen Turner-Bundes
- 1998: Paul-Dierichs-Preis In Würdigung der Verdienste um die deutsch-jüdische Verständigung
- 2002: Kulturpreis des Landkreises Waldeck-Frankenberg
- 2004: Preis für „Engagement und Zivilcourage“ durch Bündnis für Demokratie und Toleranz, Berlin
- 2004: Auszeichnung durch den Bundespräsidenten mit der Verdienstmedaille
- 2008: Auszeichnung durch den Bundespräsidenten mit dem Bundesverdienstkreuz am Bande[1]
- 2008: Auszeichnung mit dem „Obermayer-Award“ durch „German-Jewish History Council“, West Newton, USA (gemeinsam mit Ehefrau Brigitte Klein)
- 2016: Ehrennadel der Stadt Wolfhagen („für seine langjährige, unermüdliche und intensive Recherche zur Aufarbeitung der deutsch-jüdischen Geschichte …“)
- 2019: Auszeichnung mit dem Ehrenamtspreis des Hessischen Denkmalschutzpreises
- 2019: Auszeichnung mit dem Marion-Samuel-Preis der Stiftung Erinnerung, Augsburg
- 2021: Auszeichnung mit dem Ehrenpreis der Stadt Wolfhagen
- 2022: Auszeichnung als „Vielfalt-Verstärker“ der Initiative „Offen für Vielfalt-Geschlossen gegen Ausgrenzung“ für das Projekt „Wir lernen nur, wenn wir nicht vergessen“
- 2022: Auszeichnung als Preisträger „Aktiv für Demokratie und Toleranz“ für das Projekt „Wir lernen nur, wenn wir nicht vergessen“(Bündnis für Demokratie und Toleranz, Berlin)